# Frankenthal
Frankenthal je město v jihozápadním Německu. Leží na území spolkového státu Porýní-Falc.

## Historie
Frankenthal je poprvé zmíněn v roce 772. V roce 1119 zde byl postaven augustiniánský klášter, jehož zřícenina – pojmenovaná po zakladateli Erkenbertovi von Frankenthal je pozůstatkem bývalého kolegiálního kostela Sv. Marie Magdaleny. Klášter byl postaven v románské době a je nejstarší památkou města.
Ve druhé polovině 16. století do města přicházeli lidé z Vlámska, pronásledovaní pro svou víru. Byli to pracovití lidé a přinesli městu ekonomickou prosperitu. Byli proslulými tkalci koberců, vyhledávaní klenotníci a malíři. Proslavila se jejich Frankenthaler Malerschule, Frankenthalská malířská škola. V roce 1577 povýšil Frankenthal německý princ, mladší syn Fridricha III. z domu Wittelsbachů, hrabě Johann Casimir von Pfalz-Simmern na město.
V roce 1600 bylo město opevněno. V roce 1621 byl Frankenthal během třicetileté války obléhán španělskou armádou. Město bylo válkou zdevastováno, obchod a průmysl byly zničeny. Obnovit město se podařilo až v roce 1682.
V roce 1689 město vypálili francouzské jednotky ve válce známé jako devítiletá válka. Z této devastace se město zotavovalo více než padesát let.
V roce 1750 se za vlády kurfiřta Karla Teodora Falckého Frankenthal stal průmyslovým centrem. Bylo otevřeno mnoho továren a pro výrobu hedvábí byly vysázeny moruše. V roce 1755 byla otevřena slavná porcelánka Frankenthal, která byla v provozu až do roku 1800.
V roce 1797 bylo město během francouzských revolučních válek okupováno Francií. V roce 1816 se Frankenthal dostal pod vládu Bavorska.
Začátek moderní industrializace je datován od roku 1859.
V roce 1938 během tak zvané Křišťálové noci byla židovská synagoga, postavená v roce 1884 zcela vypálena.
V roce 1943 bylo během bombového útoku téměř zničeno centrum města. V roce 1945, na konci druhé světové války byly trosky města okupovány nejprve Američany a poté Francouzi.
Od roku 1946 je Frankenthal součástí spolkového státu Porýní-Falc. Dnes je Frankentahl opět městem s fungující ekonomikou.

## Slavní rodáci

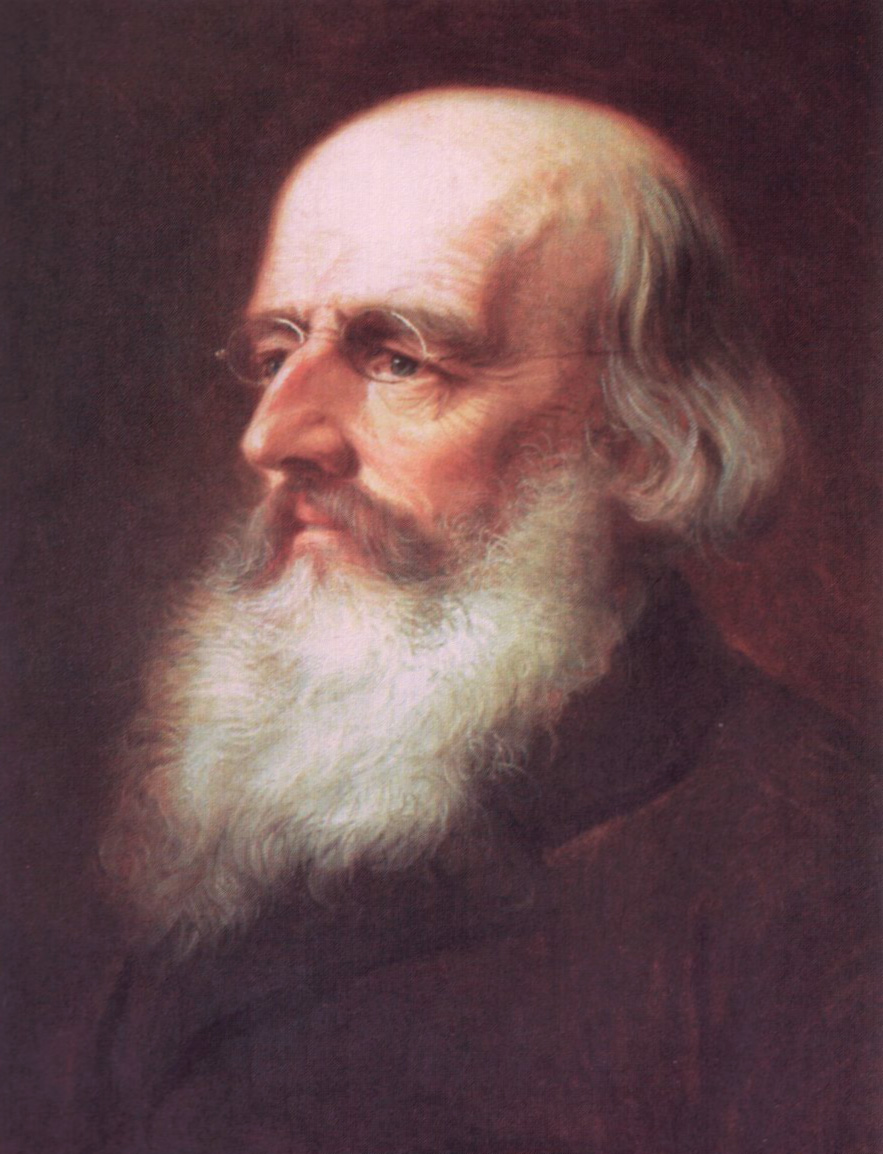
Konrad Maurer, jeden z nejvýznamnějších bavorských historiků práva a ústavy, 1876

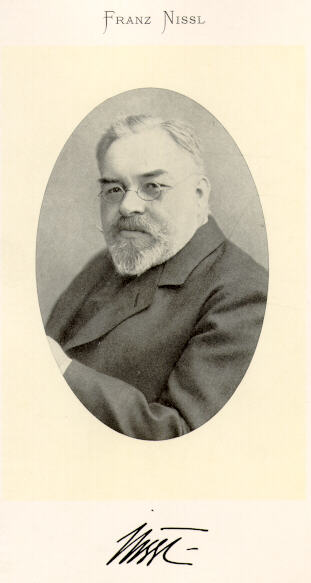
Franz Nissl, neurolog a psychiatr

- Abraham Heidanus (1597–1678), nizozemský kalvinistický teolog, přívrženec karteziánství
- Esther Moscherosch, rozená Ackermann (1602–1632), manželka státníka a barokního básníka Johanna Michaela Moscherosche
- Jacob Marrel (1614–1681), malíř zátiší
- Johann Philipp Becker (1809–1886), revolucionář, blízký přítel a spolupracovník Karla Marxe a Friedricha Engelse
- Georg Vierling (1820–1901), skladatel a varhaník
- Konrad Maurer (1823–1902), jeden z nejvýznamnějších bavorských historiků práva a ústavy
- Julius von Michel (1843–1911), oční lékař
- Richard Reverdy (1851–1915), inženýr, odborník na vládní podnikání ve stavebnictví. V roce 1911 byl povýšen do šlechtického stavu.
- Karl Wendling (1857–1918), klavírista a hudební pedagog. Od roku 1902 byl koncertním mistrem festivalu v Bayreuthu. V letech 1907 a 1908 byl koncertním mistrem v orchestru Boston Symphony Orchestra pod dirigentem Karlem Muckem. Měl svůj vlastní smyčcový kvartet, „The Wendling Quartet“. Od roku 1909 byl učitelem na Královské konzervatoři ve Stuttgartu, kde se stal ředitelem v roce 1929.
- Karl Perron (1858–1928), německý basbarytonista
- Franz Nissl (1860–1919), neurolog a psychiatr
- August von Parseval (1861–1942), konstruktér vzducholodí
- Hermann Wilker (1874–1941), veslař, zúčastnil se olympiády 1900, v roce 1912 získal pro Německo zlatou medaili na čtyřveslici
- Karl Gentner (1876–1922), německý tenor
- Oskar Perron (1880–1975), matematik
- Ludwig Marum (1882–1934), právník a politik, oběť holokaustu. V roce 1928 byl Ludwig Marum zvolen členem říšského sněmu v Karlsruhe. 16. května 1933 byl veřejně deportován do koncentračního tábora v Kislau, kde byl zavražděn SS v noci 28. – 29. března 1934.
- Arnold Fanck (1889–1974), režisér
- Paul Martini, (1889–1964), lékař
- Carl Neubronner (1892–1961), politik
- Georg Gehring (1903–1943), zápasník, který soutěžil na letních olympijských hrách 1928, 1932 a 1936. Zahynul v druhé světové válce
- Karl Huber (1904–1965), politik a odborář
- Josef Frank (1906–1971), politik (SPD)
- Werner Knab (1908–1945), právník a německý SS-Sturmbannführer. Sloužil v Norsku jako velitel gestapa. Zemřel v Německu.
- Hans Carste (1909–1971), skladatel flmové hudby a dirigent
- Adolf Metzner (1910–1978), atlet
- Rudi Fischer (1925–2012), fotbalista
- Michael Werner (1965-), zakladatel vydavatelství německých novin v Pensylvánii

## Galerie

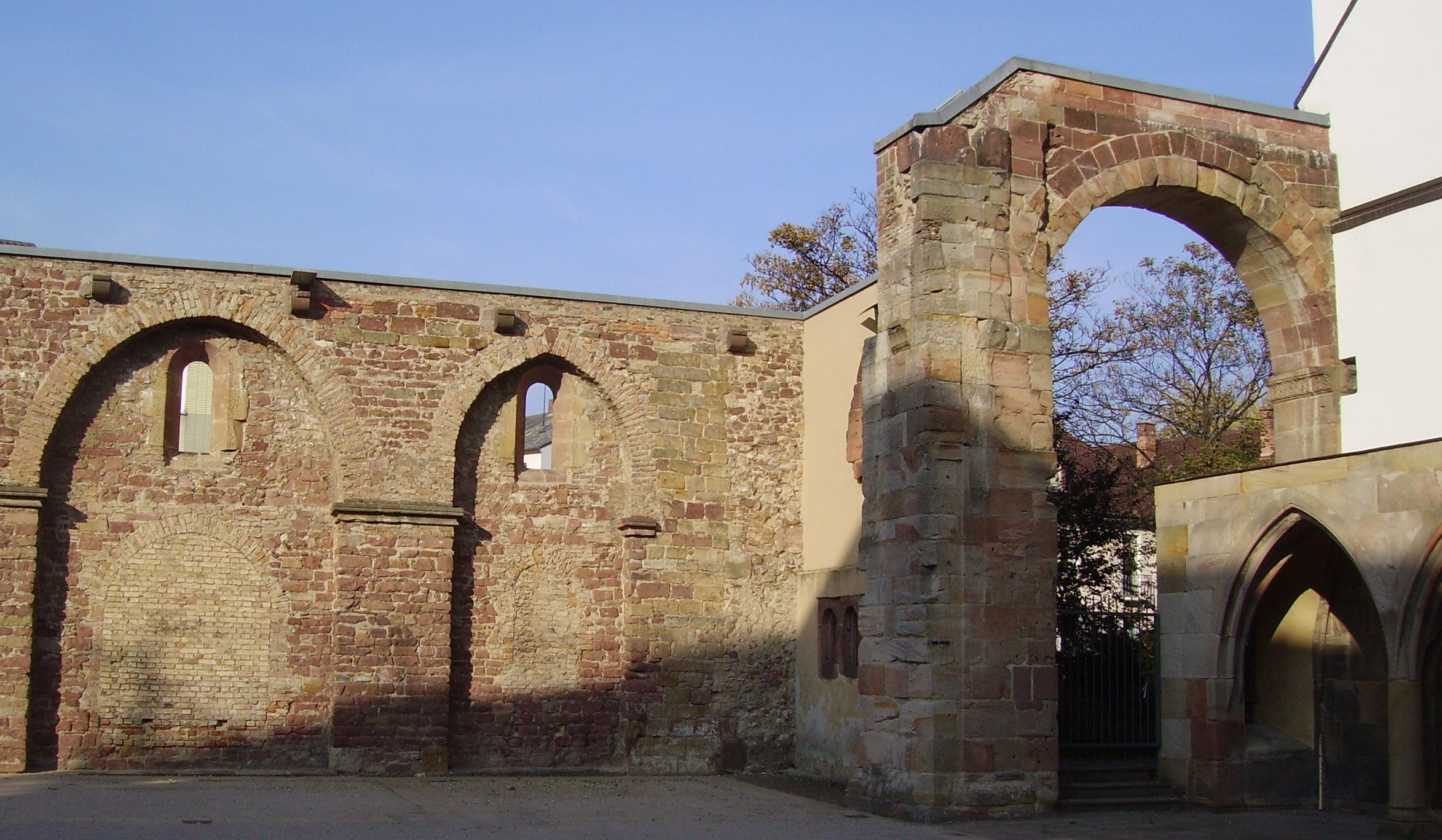
Zřícenina kláštera
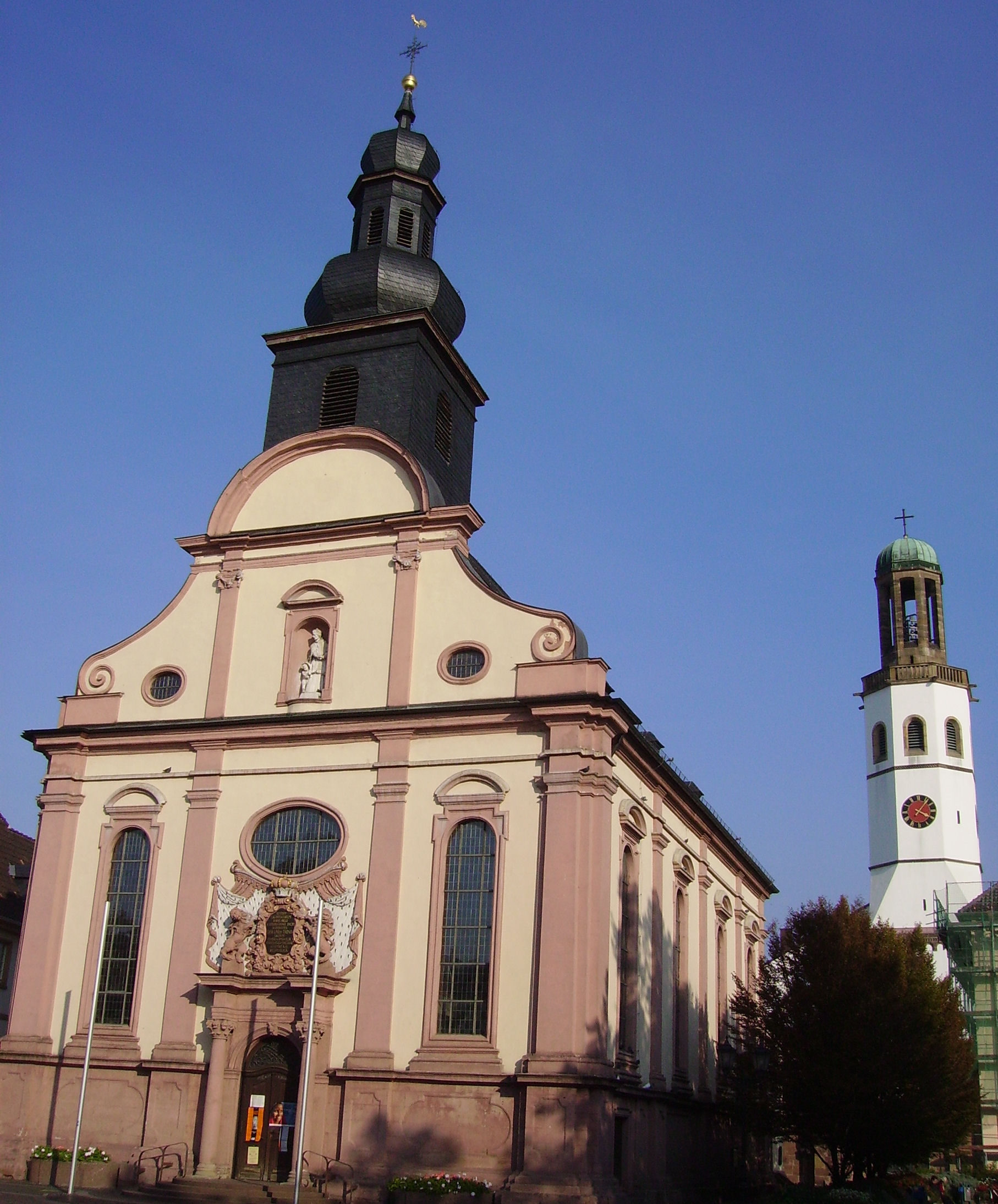
Kostely v centru města
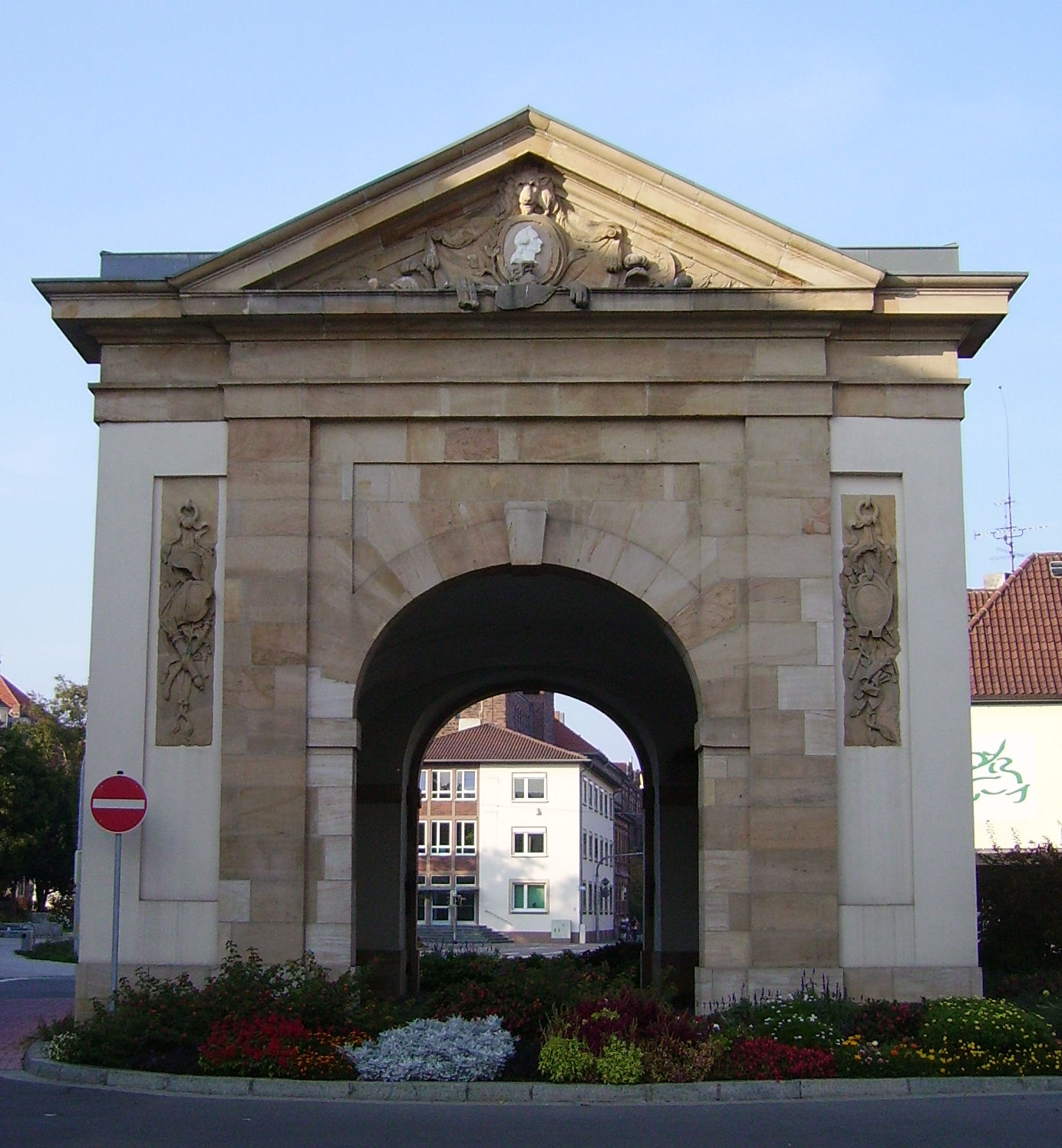
Městská brána
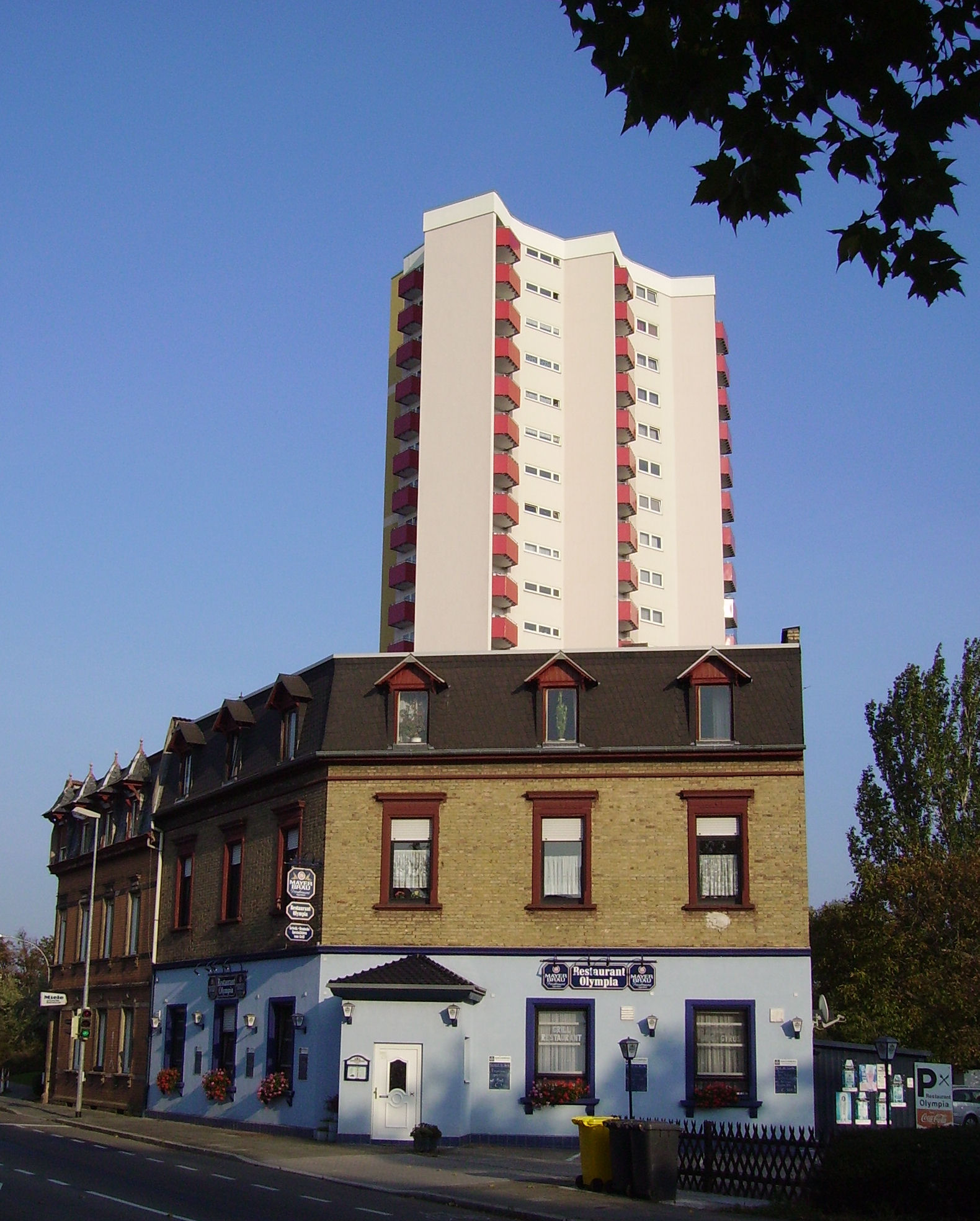
Předměstí
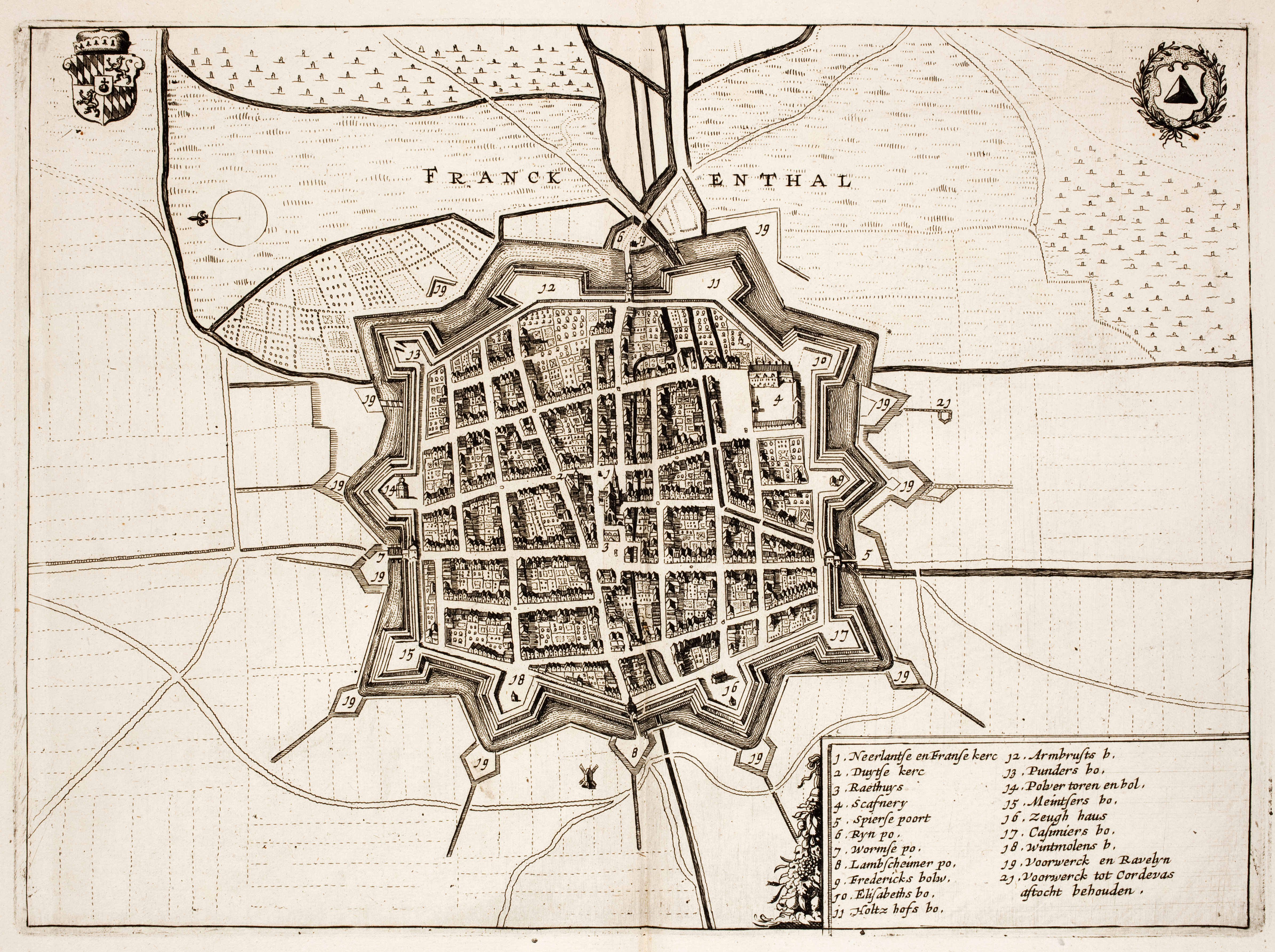
Pevnost Frankenthal